# Não Vou Pagar o Pato
Não Vou Pagar o Pato ou Chega de Pagar o Pato é uma campanha nacional da FIESP iniciada em 3 de setembro de 2015, pelo presidente da entidade Paulo Skaf, contra o aumento de impostos e contra a volta da CPMF. A campanha foi criada com objetivo de conscientizar a população sobre a carga de impostos e evitar um novo aumento da carga tributária, que havia sido proposto pelo governo para combater a crise econômica de 2014.
Segundo Paulo Skaf, que lançou o programa, embora reconhecendo que o ajuste fiscal precisa ser feito, acredita que deva ocorrer corte de gastos, e não aumento da carga tributária. Após ser questionado sobre o corte de despesas, Skaf afirmou que os especialistas do Governo devem fazer uma avaliação sobre onde poderiam incidir os cortes, afirmando ainda que os governistas não têm vontade política de tomar a decisão correta. "A sociedade já disse não à CPMF. O que a sociedade quer é que o governo reduza os seus gastos, melhore a sua gestão, acabe com os desperdícios, acabe com a corrupção", disse o presidente da Federação das Indústrias do Estado de São Paulo (FIESP).
A primeira ação da campanha ocorreu no dia 1 de outubro de 2015, quando foi colocado um pato inflável de 22 metros de altura na frente do Congresso. Além disso cerca de mil patos infláveis pequenos também foram colocados no espelho d'água em frente do Poder Legislativo. O idealizador da ação foi o marqueteiro Renato Pereira.
A campanha apoiou o processo de impeachment de Dilma Rousseff colocando cinco mil pequenos patos na Esplanada dos Ministérios, em março de 2016. No mesmo mês, um pato inflável gigante foi colocado no meio de uma manifestação contra o governo Dilma Rousseff na Avenida Paulista. A campanha ultrapassou 1 milhão de assinaturas contra a recriação da CPMF, quando chegou a ser discutido a volta do imposto no governo Dilma, pelo então ministro da fazenda Joaquim Levy. A campanha investiu bastante em publicidade, foram distribuídos diversos patinhos em frente ao Congresso Nacional além do enorme pato inflado tanto em Brasília como na Avenida Paulista. Foram divulgados banners amarelos com mensagens como "Impeachment Já" em jornais de grande circulação como O Estado de S. Paulo e Folha de S.Paulo, tanto em suas versões impressas como nas versões digitais.

## Manifesto da Campanha
Disponível no site oficial da campanha e assinado pelo presidente do FIESP Paulo Skaf, o manifesto já foi assinado por mais de um milhão de pessoas. No documento, o governo Dilma Rousseff foi acusado de repassar dívidas através de impostos à população - ao invés de cortar os próprios gastos - sendo esta a motivação do movimento, que luta contra o repasse e os impostos que consideram desproporcionais nos produtos do mercado brasileiro.
Mais de 100 representantes dos setores da indústria, agricultura e comércio também participaram da campanha.

## Ações da Campanha

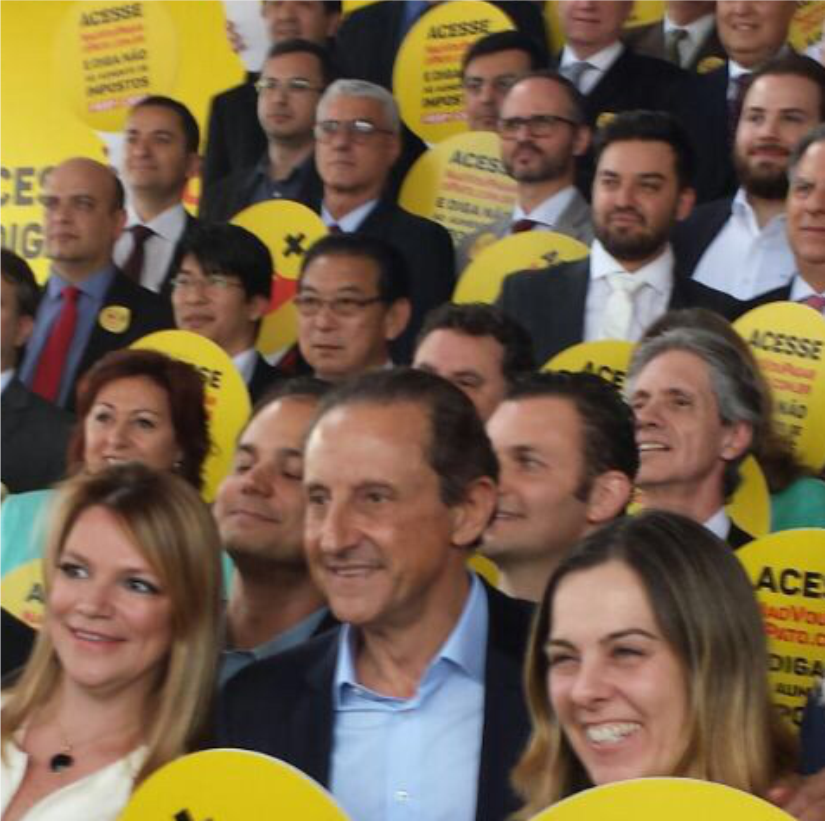
Lançamento oficial da Campanha Não Vou Pagar o Pato em frente do edificio sede da FIESP em 28 de Setembro de 2015

Em setembro de 2015, a Federação das Indústrias do Estado de São Paulo montou um feirão na Avenida Paulista, em São Paulo, para mostrar os impostos embutidos nos produtos. No ano, a taxa de carga tributária brasileira era de 35%. Enquanto nos anos 90, a taxa era de cerca de 25%.
Na Feira do Empreendedor 2015, que ocorreu no Centro de Eventos do Pantanal, o Sebrae Mato Grosso recolheu assinaturas contra o pacote de aumento de impostos do governo federal, em defesa do movimento “Não Vou Pagar o Pato”. O envolvimento do Sebrae ocorreu por conta do possível corte de recursos caso houvesse a alta de tributos. 1,2 milhão de alunos do ensino profissional do Sesi e 1,5 milhão de trabalhadores seriam afetados. Estimava-se que mais 300 escolas profissionais do Senai fechariam as portas. Outros 735 mil alunos deixaram de estudar no ensino básico ou na educação de jovens e adultos oferecida pelo Sesi, que fecharia cerca de 450 escolas no Brasil. E ainda haveria a demissão de cerca de 30 mil trabalhadores em todo o país.

### Campanha contra os juros

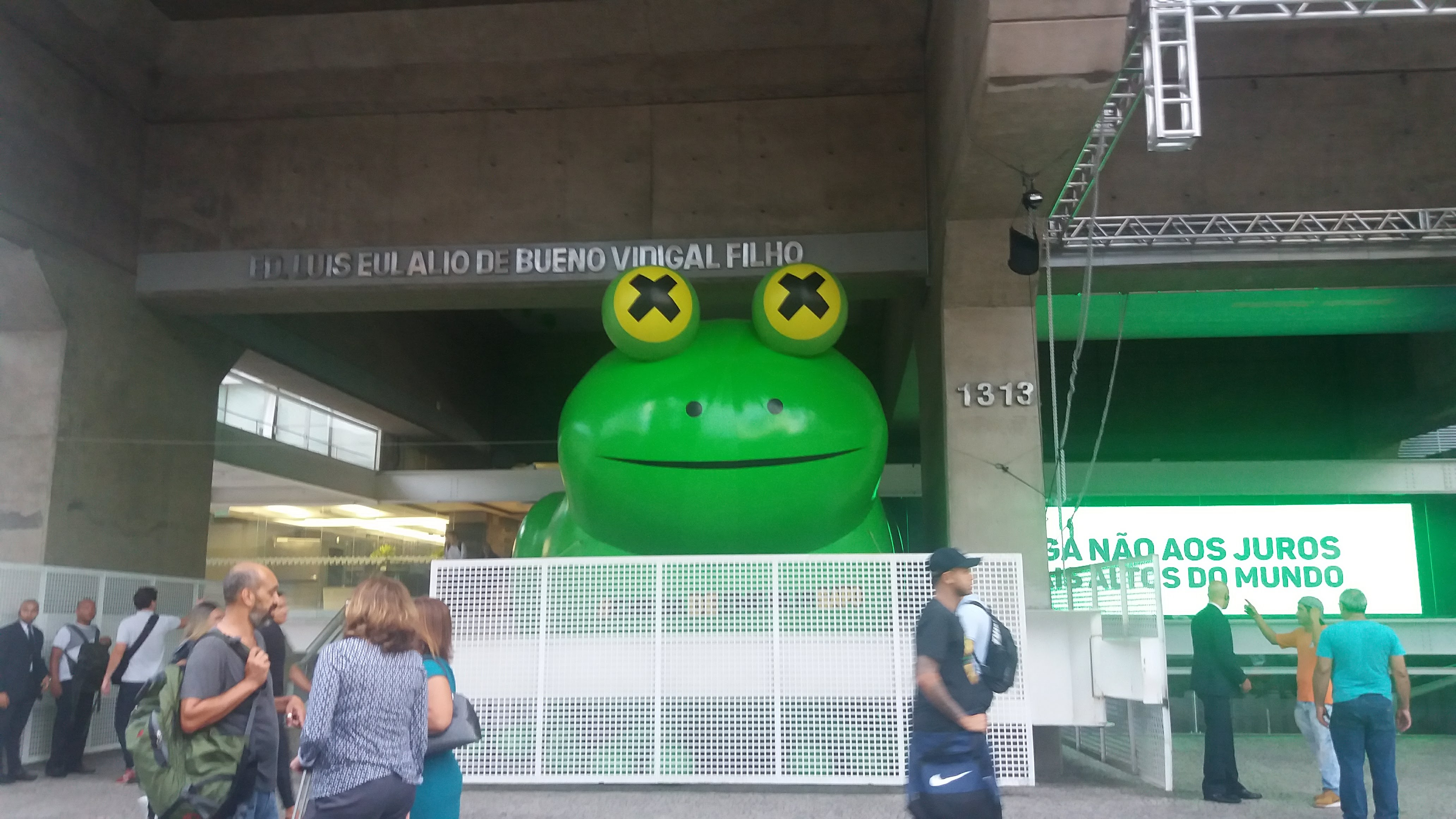
Mascote da campanha "Chega de Engolir Sapo" na sede da FIESP em 2018

Em 13 de março de 2018, a FIESP lançou uma campanha para protestar contra os juros altos, com o mote "Chega de engolir sapo". O mascote da campanha foi um sapo verde; um deles, de cinco metros, foi exposto no prédio da federação, na Avenida Paulista, em São Paulo.

## Deputados pela CPMF
A Contribuição Provisória sobre Movimentações Financeiras (CPMF), foi um imposto cobrado até o ano de 2007 no Brasil sobre transações bancárias de pessoas físicas e jurídicas, com o objetivo de cobrir os gastos da Previdência Social. O retorno deste imposto entrou em debate em 2015 e foi contestado pelo movimento Não Vou Pagar o Pato, que divulgou em seu site oficial uma lista de deputados que apoiaram a volta desta taxa. Estes são:
| Deputado            | Partido    |
| ------------------- | ---------- |
| César Halum         | PRB - TO   |
| Givaldo Carimbão    | PROS - AL  |
| Gonzaga Patriota    | PSB - PE   |
| Hildo Rocha         | PMDB - MA  |
| Hugo Leal           | PROS - RJ  |
| João Arruda         | PMDB - PR  |
| João Carlos Bacelar | PR - BA    |
| José Airton Cirilo  | PT - CE    |
| José Rocha          | PR - BA    |
| Lázaro Botelho      | PP - TO    |
| Leonardo Monteiro   | PT - MG    |
| Nilto Tatto         | PT - SP    |
| Orlando Silva       | PCdoB - SP |
| Paulo Pimenta       | PT - RS    |
| Pompeo de Mattos    | PDT- RS    |
| Wadson Ribeiro      | PCdoB - MG |
| Zeca Dirceu         | PT -PR     |
| Nilton Capixaba     | PTB - RO   |
| Paes Landim         | PTB - PI   |
| Átila Lins          | PSD -AM    |
| Pedro Fernandes     | PTB - MA   |

## Controvérsias

### Acusação de plágio
Florentijn Hofman, um artista holandês, acusou a Federação de Industrias do Estado de São Paulo (FIESP) de plagiar o pato de borracha usado na campanha "Não Vou Pagar o Pato". O artista é responsável pela instalação flutuante, The Rubber Duck, que percorreu diversas cidades do mundo à partir de 2007, entre elas São Paulo, Amsterdã e Hong Kong. Diferentemente do pato que parece ser sua origem, o pato, extremamente semelhante e posterior à obra do artista, utilizado pela FIESP como marca da campanha, representa indignação política e levanta um série de bandeiras, que gera um distanciamento direto da obra holandesa. Isso fez com que a além da acusação de cópia, o autor alegasse deturpação no próprio sentido de sua obra.

### Painel proibido
Durante a campanha, ao projetar mensagens de cunho político, a FIESP perdeu a autorização para projetar imagens no painel de LED em frente ao prédio na Avenida Paulista. A decisão foi tomada pela Comissão de Proteção à Paisagem Urbana, alegando que a FIESP fez uso ideológico do painel e descumpriu a lei 14.223/06, conhecida como Lei Cidade Limpa. O painel havia sido liberado com a única finalidade de projetar intervenções artísticas e culturais.

### Manifestoches

Fantasia de carnaval satirizando a campanha

No carnaval do Rio de Janeiro em 2018 a campanha e os protestos contra o governo Dilma Roussef foram satirizados pela escola de samba Paraíso do Tuiuti no contexto de um samba-enredo intitulado "Meu Deus, meu Deus, está extinta a escravidão?". O enredo criticou a escravidão no Brasil, a atuação do governo Michel Temer e a reforma trabalhista de 2017. A Paraíso do Tuiuti apresentou uma ala intitulada "Manifestoches", representando "a manipulação dos mais pobres pelos poderosos para manter o sistema dominante". Com narizes de palhaços e chapéus de bobo da corte, os integrantes da ala traziam nas mãos uma panela e uma colher de pau e vestiam uma alusão ao uniforme da seleção brasileira com uma bóia em formato de pato inflável semelhante ao da campanha, cujos olhos foram substituídos por cifrões. Nas costas da fantasia foi presa uma grande mão da qual pendiam fios para compor a figura do manifestante manipulado como um fantoche.